# 明季北略
『明季北略』（みんきほくりゃく）は、無錫出身の計六奇（1622年 - ?）による、中国明朝の崩壊を描いた編年体による歴史書。続編に当たる『明季南略』（みんきなんりゃく）についても本記事にて述べる。
『明季北略』は、万暦23年（1595年）にヌルハチが中国東北部で台頭する時から、崇禎17年（1644年）に呉三桂が清兵を引き連れて中国本土に攻め込んでくるまでの記録である。特に李自成による北京占領の記録が詳細で、ほぼ1日毎の記事がある。
『明季南略』は『北略』の続編にあたり、清の順治元年（1644年）5月から康熙4年（1665年）2月までの記録で、滅びゆく明朝を支援した鄭成功の事蹟を中心にまとめている。
『北略』『南略』ともに幅広い資料を元に作られており、『野乗』、『野記』、『遺聞』、『国難録』、『史略』、『甲乙史』、『幸存録』、『無錫記』、『無錫実録』、『江陰野史』、『閩事紀略』、『安龍紀事』、『粤事記』等70余種から記事が採られている。さらには作者自身による実地調査、聞き取り調査を行った上で事実を考証している。実地調査の証拠は随所に記載されている「蘇人が言うところによると」「難民が言うところによると」「北京来訪者に聞いてみたところ」などの随所の記載からも明らかである。
清の李慈銘は『北略』の誤りを指摘しており、「袁崇煥は敵に内応した」「毛文龍は冤罪で死罪になった」「李明睿の主は南遷した」「李国楨は殉死した」「李自成は七言律詩『詠蟹』を作った」などは事実誤認だという。ただし「大筋では合っており、事実と信じてよい記事も多い」とも述べている。
1944年、郭沫若は重慶において、『明季南略』と『明季北略』を参考にした『甲申三百年祭』を著しており、中国共産党が李自成の轍を踏まないようにと警告している（1944年、1644年はいずれも甲申である。当時の中国共産党では、中国共産党を新興勢力の李自成、中華民国を在来政権の明朝、日本を外夷の清朝と見立てる考えが流行しており、李自成と明朝の抗争が遠因となって清朝の侵略を許したと考える人が多かった。郭沫若の指摘はこの意向に沿ったものであった）。
1984年、清代の写本を元にした再現本が中華書局から出版されている。
中国文学研究家の高島俊男は、李自成の研究には『明史』『明季北略』『綏寇紀略』など従来基本とされてきた資料はみな信用度が低く、まず近時の文献を研究するよう忠告している。